# Chiropetalum canescens
Chiropetalum canescens är en törelväxtart som beskrevs av Rodolfo Amando Philippi. Chiropetalum canescens ingår i släktet Chiropetalum och familjen törelväxter. Inga underarter finns listade i Catalogue of Life.